# Bolko V Husyta
Bolko (Bolesław) V Husyta (Wołoszek, Głogówecki) (ur. ok. 1400, zm. 29 maja 1460) – koregent w księstwie opolskim w latach 1422–1424, książę głogówecki i prudnicki od 1424, książę niemodliński i strzelecki od 1450, na Oleśnie od 1455.

## Życiorys
Był najstarszym synem księcia opolskiego Bolka IV i Małgorzaty z Gorycji. Edukację zakończył na uniwersytecie w Pradze, gdzie spotkał się z poglądami reformatora religijnego i społecznego Jana Husa. Na Górny Śląsk Bolko powrócił zapewne przed 1417, w związku z zawarciem małżeństwa z Elżbietą Granowską, córką Wincentego Granowskiego i Elżbiety z Pilczy (po śmierci Granowskiego została trzecią żoną Władysława Jagiełły). Dzięki małżeństwu Bolko zyskał miasteczko Pilicę i skoligacenie z polskim dworem królewskim.
Od 1422 razem z ojcem  współrządził w księstwie opolskim, zaś dwa lata później, dzięki cesji ojca i stryja Bernarda, został samodzielnym księciem na Głogówku i Prudniku.
Po wkroczeniu w 1428 na Śląsk wojsk husyckich książę Bolko, przebywający wówczas w Gliwicach, nie widząc szans na obronę nie tylko zdecydował się wpuścić husytów do miasta, ale chcąc uniknąć zniszczenia swojego księstwa i przy okazji się wzbogacić sekularyzacją dóbr kościelnych (jedną z pierwszych decyzji było unieważnienie fundacji Bolka IV względem kolegiaty w Głogówku), przystał do husytów, co potwierdził uroczystą przysięgą. Niebawem też przysłał im na pomoc swoje wojska. Przyłączenie Bolka do husytów nastąpiło nie tylko ze względów materialnych, ale również ideologicznych. Nie bez znaczenia dla księcia była bowiem sprawa postępującej germanizacji Śląska, co wobec elementów narodowych w nauce Jana Husa było szczególnie ważnym aspektem. Jeszcze w tym samym roku przejął wszelkie dobra kościelne w swoim księstwie.
W 1429 w związku z zaangażowaniem husytów na innych frontach Bolko V opanował na własny rachunek sąsiadujące z księstwem dobra biskupie w kasztelanii nyskiej. W roku następnym razem ze swymi sojusznikami wyprawił się na Jasną Górę leżącą w granicach Polski, oraz wtargnął do należącej do książąt brzeskich ziemi namysłowskiej, gdzie udało mu się zdobyć Kluczbork (Namysłów obronił się dzięki pomocy Wrocławian). Również w kolejnych latach książę głogówecki nie próżnował, stając się władcą większości terenów na Górnym Śląsku i części Dolnego. W swoich podbojach Bolko korzystał z cichej pomocy swoich najbliższych krewnych – ojca, księcia opolskiego Bolka IV i stryja, księcia niemodlińskiego Bernarda. Szczęśliwa gwiazda odwróciła się od Bolka V w 1433 w związku z klęską w bitwie pod Trzebnicą, zadaną przez księcia Mikołaja raciborskiego. Pomimo tego, że Piastowicz przejmował majątek będący w posiadaniu kleru oraz rabował klasztory i kościoły, zdołał się utrzymać do końca życia w większości przejętych dóbr ziemskich należących do kleru. W 1443 za swoje czyny książę został ukarany przez hierarchię kościelną ekskomuniką.
W latach 1444–1452 doszło do wojny księcia Bolka V Husyty z biskupem krakowskim Zbigniewem Oleśnickim w związku z zakupieniem w 1443 przez biskupa księstwa siewierskiego. Wojna, która toczyła się ze zmiennym szczęściem, mogła trwać tak długo, gdyż wojska biskupa Oleśnickiego z obawy przed reakcją Habsburgów i cesarza nie zapuszczały się w głąb Śląska. Do ostatecznej zgody doszło na sejmie w Piotrkowie w 1452, gdzie Bolko V zaproponował nawet Kazimierzowi Jagiellończykowi pożyczkę pod zastaw  ziemi wieluńskiej, w związku z przygotowaniami Polski do rozprawy z zakonem krzyżackim (propozycja nie została przyjęta).
Wcześniej, bo w 1450, stryj księcia głogóweckiego, Bernard niemodliński, nie posiadając męskich potomków zdecydował się oddać większość swoich włości bratankowi. Do dzierżaw Bolka V zostały dołączone wówczas księstwa niemodlińskie i strzeleckie. Pięć lat później, w związku ze śmiercią Bernarda, do spadku zostało dołączone również Olesno.
Książę zmarł 29 maja 1460 w ulubionym przez siebie Głogówku i został pochowany w tutejszym kościele franciszkanów. Dzierżawy Bolka V Husyty zostały przejęte po jego śmierci przez brata księcia, władcę Opola Mikołaja I.

## Rodzina
Bolko V był dwukrotnie żonaty. Pierwsze małżeństwo zawarte z córką Elżbiety z Pilicy (zmarła w 1453) rozpadło się około 1450 (Pochodził z niego jedyny syn – Wacław ur. około 1433, jego śmierć w 1453 bardzo załamała  Bolka V Husytę). W 1451 książę ożenił się  z Jadwigą Bessówną. Małżeństwo to pozostało bezdzietne. 

### Tablica genealogiczna rodziny
|  |                                                          |  |  |  |  |  |  |  |  |  |  |  |  |  |  |  |
|  | Bolko II opolski (ur. ok. 1300- zm. 1356)                |  |  |  |  |  |  |  |  |  |  |  |  |  |  |  |
|  |                                                          |  |  |  |  |  |  |  |  |  |  |  |  |  |  |  |
|  |                                                          |  |  |  |  |  |  |  |  |  |  |  |  |  |  |  |
|  | Bolko III opolski (ur. ok. 1330 - zm. 1382)              |  |  |  |  |  |  |  |  |  |  |  |  |  |  |  |
|  |                                                          |  |  |  |  |  |  |  |  |  |  |  |  |  |  |  |
|  |                                                          |  |  |  |  |  |  |  |  |  |  |  |  |  |  |  |
|  | Agnieszka                                                |  |  |  |  |  |  |  |  |  |  |  |  |  |  |  |
|  |                                                          |  |  |  |  |  |  |  |  |  |  |  |  |  |  |  |
|  |                                                          |  |  |  |  |  |  |  |  |  |  |  |  |  |  |  |
|  | Bolko IV opolski (ur. ok. 1365 - zm. 1437)               |  |  |  |  |  |  |  |  |  |  |  |  |  |  |  |
|  |                                                          |  |  |  |  |  |  |  |  |  |  |  |  |  |  |  |
|  |                                                          |  |  |  |  |  |  |  |  |  |  |  |  |  |  |  |
|  | Bernard świdnicki (ur. ok. 1290 - zm. 1326)              |  |  |  |  |  |  |  |  |  |  |  |  |  |  |  |
|  |                                                          |  |  |  |  |  |  |  |  |  |  |  |  |  |  |  |
|  |                                                          |  |  |  |  |  |  |  |  |  |  |  |  |  |  |  |
|  | Elżbieta świdnicka (ur. ok. 1312 - zm. 1348)             |  |  |  |  |  |  |  |  |  |  |  |  |  |  |  |
|  |                                                          |  |  |  |  |  |  |  |  |  |  |  |  |  |  |  |
|  |                                                          |  |  |  |  |  |  |  |  |  |  |  |  |  |  |  |
|  | Kunegunda Łokietkówna (ur. ok. 1295 - zm. 1331 lub 1333) |  |  |  |  |  |  |  |  |  |  |  |  |  |  |  |
|  |                                                          |  |  |  |  |  |  |  |  |  |  |  |  |  |  |  |
|  |                                                          |  |  |  |  |  |  |  |  |  |  |  |  |  |  |  |
|  | Bolko V Husyta (ok. 1400-1460)                           |  |  |  |  |  |  |  |  |  |  |  |  |  |  |  |
|  |                                                          |  |  |  |  |  |  |  |  |  |  |  |  |  |  |  |
|  |                                                          |  |  |  |  |  |  |  |  |  |  |  |  |  |  |  |
|  | Małgorzata z Gorycji                                     |  |  |  |  |  |  |  |  |  |  |  |  |  |  |  |
|  |                                                          |  |  |  |  |  |  |  |  |  |  |  |  |  |  |  |
|  |                                                          |  |  |  |  |  |  |  |  |  |  |  |  |  |  |  |
|  | Wacław                                                   |  |  |  |  |  |  |  |  |  |  |  |  |  |  |  |
|  |                                                          |  |  |  |  |  |  |  |  |  |  |  |  |  |  |  |
|  |                                                          |  |  |  |  |  |  |  |  |  |  |  |  |  |  |  |
|  | Wincenty Granowski (ur. ok. 1370 - zm. 1410)             |  |  |  |  |  |  |  |  |  |  |  |  |  |  |  |
|  |                                                          |  |  |  |  |  |  |  |  |  |  |  |  |  |  |  |
|  |                                                          |  |  |  |  |  |  |  |  |  |  |  |  |  |  |  |
|  | Elżbieta Granowska (zm. po 2 września 1452)              |  |  |  |  |  |  |  |  |  |  |  |  |  |  |  |
|  |                                                          |  |  |  |  |  |  |  |  |  |  |  |  |  |  |  |
|  |                                                          |  |  |  |  |  |  |  |  |  |  |  |  |  |  |  |
|  | Otton z Pilczy (ur. ok. 1340 - zm. 1384)                 |  |  |  |  |  |  |  |  |  |  |  |  |  |  |  |
|  |                                                          |  |  |  |  |  |  |  |  |  |  |  |  |  |  |  |
|  |                                                          |  |  |  |  |  |  |  |  |  |  |  |  |  |  |  |
|  | Elżbieta z Pilczy (ur. ok. 1372 - zm. 1420)              |  |  |  |  |  |  |  |  |  |  |  |  |  |  |  |
|  |                                                          |  |  |  |  |  |  |  |  |  |  |  |  |  |  |  |
|  |                                                          |  |  |  |  |  |  |  |  |  |  |  |  |  |  |  |
|  | Jadwiga z Melsztyna (zm. po 1404)                        |  |  |  |  |  |  |  |  |  |  |  |  |  |  |  |
|  |                                                          |  |  |  |  |  |  |  |  |  |  |  |  |  |  |  |
|  |                                                          |  |  |  |  |  |  |  |  |  |  |  |  |  |  |  |

## Bolko V w literaturze
Bolko V jest jednym z bohaterów powieści Andrzeja Sapkowskiego: Narrenturm, Boży bojownicy i Lux perpetua.

## Literatura dodatkowa
- Karol Piotrowicz: Bolesław (Bolko) V. W: Polski Słownik Biograficzny. T. 2: Beyzym Jan – Brownsford Marja. Kraków: Polska Akademia Umiejętności – Skład Główny w Księgarniach Gebethnera i Wolffa, 1936, s. 281–283. Reprint: Zakład Narodowy im. Ossolińskich, Kraków 1989, ISBN 83-04-03291-0